# Mogli assassine
Mogli assassine (Wives With Knives) è un programma televisivo documentaristico statunitense del 2012, che è andato in onda negli Stati Uniti su Investigation Discovery dal 23 novembre 2012. La serie è finita il 20 gennaio 2017, dopo la quinta stagione. In Italia, è andato in onda su Nove e Real Time.

## Trama
Il documentario racconta le storie di varie donne che hanno commesso crimini sui loro coniugi. In ogni episodio, le donne raccontano i crimini che hanno commesso e di ciò che ha portato la coppia alla morte. Le interviste con le vittime sono anche mostrate.

## Episodi
| Stagione         | Episodi | Prima TV USA |
| ---------------- | ------- | ------------ |
| Prima stagione   | 6       | 2012         |
| Seconda stagione | 8       | 2013-2014    |
| Terza stagione   | 10      | 2014-2015    |
| Quarta stagione  | 8       | 2015-2016    |
| Quinta stagione  | 8       | 2016-2017    |

## Controversie
Nel 2018, il Comitato Media e Minori, organismo del Ministero delle imprese e del made in Italy, in seguito a delle segnalazioni, ha esaminato il documentario, che ha preoccupato il Comitato per i comportamenti rappresentati e hanno consigliato alla rete di trasmettere tali contenuti in un orario meno accessibile ai minori.